# Miasta Saint Lucia
Według danych oficjalnych pochodzących z 2001 roku Saint Lucia posiadała ponad 10 miast o ludności przekraczającej 300 mieszkańców. Stolica kraju Castries jako jedyne miasto liczyło ponad 10 tys. mieszkańców; 1 miasto z ludnością 5÷10 tys. oraz reszta miast poniżej 5 tys. mieszkańców.

## Największe miasta na Saint Lucia
Największe miasta na Saint Lucia według liczebności mieszkańców (stan na 12.05.2001):
| L.p. | Miasto     | Dystrykt   | Liczba ludności |
| ---- | ---------- | ---------- | --------------- |
| 1.   | Castries   | Castries   | 10 634          |
| 2.   | Bexon      | Castries   | 7 119           |
| 3.   | Babonneau  | Castries   | 5 138           |
| 4.   | Ciceron    | Castries   | 3 577           |
| 5.   | Dennery    | Dennery    | 3 051           |
| 6.   | Vieux Fort | Vieux Fort | 2 827           |
| 7.   | La Clery   | Castries   | 2 801           |

## Alfabetyczna lista miast na Saint Lucia
Spis miast Saint Lucia według danych szacunkowych z 2001 roku:
- Anse la Raye
- Augier
- Babonneau
- Bexon
- Bisee
- Canaries
- Castries
- Choiseul
- Ciceron
- Dennery
- Desruisseaux
- Grande Rivière
- Gros Islet
- La Clery
- Laborie
- Mannings
- Marchand
- Micoud
- Mon Repos
- Monchy
- Morne Du Don
- Ravine Poisson
- Rodney Bay
- Soufrière
- Ti Morne
- Ti Roche
- Vieux Fort